# Mine-Haha
Die unvollendete Erzählung Mine-Haha oder Über die körperliche Erziehung der jungen Mädchen von Frank Wedekind erschien im Jahre 1903 im Verlag von Albert Langen in München. Mine-Haha weist eine sprachliche Knappheit und parabelhafte Zuspitzung im Thematischen auf. Frank Wedekind erklärt am Ende „Mine-Haha“ sei „indianisch“ und bedeute „Lachendes Wasser“.
Wahrscheinlich bezieht er sich auf das epische Gedicht The Song of Hiawatha von Henry Wadsworth Longfellow (1855), das vom Leben des Ojibwa-Häuptlings Hiawatha und dabei von dessen Braut Minnehaha berichtet. Longfellows Werk inspirierte auch Antonín Dvořák zum 3. Satz seiner 9. Sinfonie Aus der Neuen Welt.
Lucile Hadzihalilovic verfilmte die Erzählung 2004 unter dem Titel Innocence,
John Irvin unter dem Titel The Fine Art of Love: Mine-haha im Jahr 2005.

## Handlung
Die pensionierte Lehrerin Helene Engel händigt dem Autor ein Manuskript aus, kurz bevor sie Selbstmord begeht. Es handelt sich dabei um eine Autobiographie über ihre bizarre Erziehung des jungen Mädchens Hidalla.
Hidalla wächst in einem Haus auf, in dem sich die älteren Kinder um die jüngeren kümmern. Im Alter von 7 Jahren wird sie in einer Kiste zu einem abgesperrten Park gebracht, wo sie die nächsten 7 Jahre mit anderen Mädchen verbringt. Die einzigen erwachsenen Frauen sind zwei Lehrerinnen sowie alte Dienerinnen. In dem Park lernen die Mädchen nur Gymnastik, Tanz und Musik. Am Park ist ein Theater angeschlossen, in dem auserwählte Mädchen nachts Stücke aufführen. Am Ende der 7 Jahre fahren die ältesten Mädchen mit einem Zug aus dem Park und werden mit gleichaltrigen Jungen zusammengebracht.

## Kritik
Laut der Kritikerin Elizabeth Boa kann das Stück auf drei Arten interpretiert werden. In der ersten leben die Kinder in einer utopischen Welt, in der die rein körperliche Erziehung dem Verstand als Quelle von Illusion entgegensteht. Die zweite Interpretation ist eine Dystopie von strenger Kontrolle, die die Kinder selbst erzwingen. Zuletzt kann das Stück auch als groteske Satire verstanden werden.